# 喬布 (密蘇里州)
喬布（英語：Jobe）是位於美國密蘇里州俄勒岡縣的非建制地區。

## 歷史
喬布的郵局於1885年設立，1888年關閉後又於1892年重啟，最終於1906年停運。

## 地理
喬布所處的海拔為高於海平面140米（即459英呎），而該地所採用的時區為UTC-6，即北美中部時區（CST）。同時該地設有夏令時間，為UTC-6調快一小時，即UTC-5（CDT）。